# (18102) Angrilli
(18102) Angrilli (2000 LN34) – planetoida z pasa głównego asteroid okrążająca Słońce w ciągu 3,78 lat w średniej odległości 2,43 j.a. Odkryta 3 czerwca 2000 roku.